# Maine-ben történt légi közlekedési balesetek listája
A Maine államban történt légi közlekedési balesetek listája az Amerikai Egyesült Államok Maine államában történt halálos áldozattal járó, illetve a kisebb balesetek, meghibásodások miatt történt, gyakran csak az adott légiforgalmi járművet érintő baleseteket is tartalmazza évenkénti bontásban.

## Maine államban történt légi közlekedési balesetek

### 1957
- 1957. április 12., NAS Bruinswick légibázis. Az Amerikai Egyesült Államok Légierejének BUNO131452 lajstromjelű Lockheed P2V-5F típusú repülőgépe gyakorló repülés közben a kifutópálya végénél a földnek csapódott. A balesetben a gép teljes személyzete életét vesztette.[1]